# Charles Huggins
Charles Brenton Huggins (ur. 22 września 1901 w Halifaksie, Nowa Szkocja, Kanada, zm. 12 stycznia 1997 w Chicago, Illinois, Stany Zjednoczone) – amerykański chirurg pochodzenia kanadyjskiego, laureat Nagrody Nobla w 1966 roku.
Studiował na Uniwersytecie Acadii w Wolfville w Nowej Szkocji, następnie na Harvardzie. Przez wiele lat związany z Uniwersytetem Chicagowskim, w latach 1951–1969 dyrektor Laboratorium Badań nad Rakiem Ben May. Był m.in. członkiem Narodowej Akademii Nauk w Waszyngtonie.
W 1957 otrzymał Pour le Mérite za Naukę i Sztukę. W 1963 roku został uhonorowany przyznaniem nagrody Laskera w dziedzinie badań klinicznych.
Pionier chemoterapii chorób nowotworowych, prowadził badania z zakresu chirurgii eksperymentalnej, fizjologii kości i enzymów krwi. Wprowadził i upowszechnił leczenie raka gruczołu krokowego żeńskimi hormonami płciowymi. Za całokształt pracy naukowej został uhonorowany Nagrodą Nobla w 1966 roku, wspólnie z Peytonem Rousem.
Autor m.in. Experimental Leukemia and Mammary Cancer: Induction, Prevention, Cure (1979).